# 王耕今
王耕今（1911年10月—2007年3月31日），河北南宫人，前中华人民共和国国家计划委员会委员、前中华人民共和国国家计划委员会农林水利计划局局长、中国社会科学院荣誉学部委员、中国社会科学院农村发展研究所研究员。

## 生平
幼时就读于河北南宫中学，后前往北京北平大学经济系合作讲习所学习。毕业后回乡在《南宫周报》任职。后前往烟台芝罘中学（后改为志孚中学）任校图书管理员。1935年，因“徐明娥事件”被解雇回乡。1937年前往延安陕北公学研习并加入中国共产党。后先后在抗日军政大学、中共中央华东局和山东大学任职。中华人民共和国成立后，曾在政务院财经委员会任职，1959年，任中华人民共和国国家计划委员会委员、中华人民共和国国家计划委员会农林水利计划局局长。1978年，被派去中国社会科学院农村发展研究所，任第一届副所长、研究员。1979年起，任农村发展研究所学术委员会第一届、第二届、第三届学术委员。1980年，参与筹建北京农业经济学会并任第一届会长。1984年，参与筹建中国生态经济学学会并任第一届、第二届学会兼任秘书长、第一届、第二届、第三届、第四届学会副理事长及常务理事，第五届、第六届学会顾问。1987年，任博士生导师。2006年被评为中国社会科学院荣誉学部委员。2007年，被评为中国杰出社会科学家。2007年3月31日逝世。

## 出版物
编撰了数十篇(本)学术论文和著作：
著作（包括合著）：《减租减息到联产承包》、《抗日战争时期山东滨海区农村经济调查》、《我国农村现代化与积累问题研究》、《乡村三十年》等。
论文：《试论黄淮海地区的水利与生态环境的关系 （页面存档备份，存于）》、《合理利用土地资源全面发展农业生产 （页面存档备份，存于）》、《邓小平同志支持包产到户 （页面存档备份，存于）》、《坚持“三主”方针 广泛开展综合治水工程 （页面存档备份，存于）》、《关于落实农村经济政策的几个问题》、《形形色色的敲诈勒索》等。